# Horodkówka
Horodkówka (ukr. Городківка, Horodkiwka; hist. Chałaimgródek) – wieś na Ukrainie, w obwodzie żytomierskim, w rejonie andruszowskim. W 2001 roku liczyła 1095 mieszkańców.
We wsi znajduje się zabytkowy kościół św. Klary.
W miejscowości w 1831 roku urodził się Eustachy Iwanowski.